# Eupithecia aequata
Eupithecia aequata är en fjärilsart som beskrevs av Otto Staudinger 1892. Eupithecia aequata ingår i släktet Eupithecia och familjen mätare. Inga underarter finns listade i Catalogue of Life.